# Альфред Грюнбергер
Альфред Грюнбергер (нім. Alfred Grünberger; 15 жовтня 1875, Карлсбад, Австрія-Угорщина — 25 квітня 1935, Париж) — австрійський політичний діяч.
Альфред Грюнбергер навчався в Празі в Чарльзському університеті. У 1898 році він вступив до австрійської державної служби як концептуальний стажер у лейтенанті в Празі, з 1900 по 1919 рік був офіційним представником Міністерства комерції. З 1920 по 1921 рік очолював Державне бюро та Міністерство національного харчування, 1921 та 1922 рр. міністр торгівлі, а з 1922 р. — Федеральний уряд Йоганна Шобера до 1924 р. Міністр закордонних справ у кабінеті Ігнаца Зайпеля. З 1925 по 1932 рік він тоді був посланцем і повноважним міністром у Парижі та Мадриді.